# Нижнеманай
Нижнеманай — село в Упоровском районе Тюменской области России. Административный центр Нижнеманайского сельского поселения.
Село расположено на правом берегу речки Манай (с угорского «ман» – маленький, «ая» – река). Расстояние до с. Емуртла 29 км, с. Упорово 53 км, г. Заводоуковска 98 км, г. Тюмени 192 км.

## География
Село находится на юго-западе Тюменской области, в пределах юго-западной части Западно-Сибирской низменности, в лесостепной зоне.

### Климат
Климат континентальный с холодной продолжительной зимой и тёплым относительно коротким летом. Средняя температура воздуха самого холодного месяца (января) — −18,7 °C (абсолютный минимум — −47,3 °C); самого тёплого месяца (июля) — 18 °C (абсолютный максимум — 38,4 °С). Безморозный период длится в среднем 111 дней. Среднегодовое количество атмосферных осадков составляет 181—469 мм, из которых 70 % выпадает в тёплый период. Продолжительность залегания снежного покрова составляет в среднем 164 дня.

### Часовой пояс
Село Нижнеманай, как и вся Тюменская область, находится в часовой зоне МСК+2. Смещение применяемого времени относительно UTC составляет +5:00.

## Административно-территориальное деление
- 1762 Сибирская губерния, Тобольская провинция, Ялуторовский дистрикт, Кизакская слобода. Впервые упоминается деревня Нижнеманайская. [2] [5]
- 1782 Тобольское наместничество, Ялуторовский уезд, Кизакская слобода, деревня Нижнеманайская. [2] [6]
- 1795 Тобольское наместничество, Ялуторовский округ, Кизакская волость, деревня Нижнеманайская. [2] [6]
- 1796 Тобольская губерния, Ялуторовский уезд, Кизакская волость, деревня Нижнеманайская. [2] [6]
- 1898 Тобольская губерния, Ялуторовский уезд, Кизакская волость, село Нижнеманайское. [2] [6]
- 1910 Тобольская губерния, Ялуторовский уезд, Нижнеманайская волость, село Нижнеманайское. [2] [6]
- 1919 Тюменская губерния, Ялуторовский уезд, Нижнеманайская волость, Нижнеманайский сельский совет, село Нижнеманайское.
- 03.11.1923 Уральская область, Тюменский округ, Емуртлинский район, Нижнеманайский сельский совет, село Нижнеманайское. [2] [6]
- 08.08.1930 Уральская область, Емуртлинский район, Нижнеманайский сельский совет, село Нижнеманайское. [2] [6]
- 01.01.1932 Уральская область, Упоровский район, Нижнеманайский сельский совет, село Нижнеманайское. [2] [6]
- 17.01.1934 Челябинская область, Упоровский район, Нижнеманайский сельский совет, село Нижнеманайское. [2] [6]
- 07.12.1934 Омская область, Упоровский район, Нижнеманайский сельский совет, село Нижнеманайское. [2] [6]
- 25.01.1935 Омская область, Новозаимский район, Нижнеманайский сельский совет, село Нижнеманайское. [2] [6]
- 6.02.1943 Омская область, Упоровский район, Нижнеманайский сельский совет, село Нижнеманайское. [2] [6]
- 14.08.1944 Тюменская область, Упоровский район, Нижнеманайский сельский совет, село Нижнеманайское. [2] [6]
- 01.02.1963 Тюменская область, Ялуторовский район, Нижнеманайский сельский совет, село Нижнеманай. [2] [6]
- 12.01.1965 Тюменская область, Заводоуковский район, Нижнеманайский сельский совет, село Нижнеманай. [2] [6]
- 30.12.1966 Тюменская область, Упоровский район, Нижнеманайский сельский совет, село Нижнеманай. [2] [6]
- 05.11.2004 Тюменская область, Упоровский район, Нижнеманайское сельское поселение, село Нижнеманай. [2]

## История
В переписи 1749 года Нижнеманая нет. Впервые упоминается в ревизской сказке 1762 г. Деревня основана переселенцами из слобод: Беляковской,  Емуртлинской, Солтосарайской, Суерской и Тебеняцкой.  
С 1762 года относилась к слободе Кизакской, с 1795 в составе Кизакской волости, с 1910 в Нижнеманайской волости. В 1919 году образован Нижнеманайский сельский совет в Нижнеманайской волости  Ялуторовского уезда. 
- В 1910 году образована Нижнеманайская волость в составе Ялуторовского уезда, Тобольской губернии. В волость входили в 1912 году с. Нижнеманай и 5 деревень: Верхнеманай, Ниходская, Сосновка, Тополёвка, Чистовка (упразднена в 1973 г.). В 1924 году волость ликвидирована, в этом же году образован Емуртлинский район.
- В 1912 году в Нижнеманае были: церковь, школа, 3 торговых лавки, ветряная мельница, 2 маслодельни, пожарная охрана. [2]
- В советское время в 1954 году построено МТМ, 1955 появилось радио, 1957 установлен памятник над братской могилой 27 жертвам крестьянского восстания 1921 г., 1962 проведено электричество. [2]
- В 1960-е годы в селе работали 2 медпункта, библиотека, 3 магазина, дом культуры. В 1968-69 годы построено 16 домов для колхозников, животноводческая ферма. [2]
- 1971 открыт памятник погибшим в годы Великой Отечественной войны. [2]
- В 1979 открыт детский сад, заведующая детским садом была Невьянцева Татьяна Ивановна. [2]
- 1996 проложена асфальтированная дорога от Пятково до Нижнеманая. [2]

## Церковь
Деревня Нижнеманай относилась к приходу Николаевской церкви села Кизакского,  с 1866 года к приходу Богородицкой церкви села Нижнеманай. В 1840-е годы в Нижнеманае была построена часовня. В 1866 году построена деревянная церковь на каменном основании во имя иконы Владимирской Божьей Матери и освящена 24 мая 1869 г. Здание по назначению с 1936 года не использовалось. Постановлеием Омского облисполкома от 29.12.1939 года церковь закрыли, здание передано Нижнеманайскому сельсовету для использования под клуб. 
Многие годы храм простоял в запустении. В 2016 году храм отметил свое 150-летие. При активной поддержке местного предпринимателя - Брандта Андрея Александровича, накануне своего юбилея, церковь была отремонтирована. 8 сентября 2016 года Митрополит Тобольский и Тюменский Димитрий совершил чин малого освящения храма. 

## Население
По ревизской сказке 1762 года в Нижнеманае жили: Балакины, Ботниковы, Ботовы, Булатовы, Глухих,  Еремеевы, Коптяевы, Королевы, Кумарины, Курочкины, Лихановы, Невьянцевы, Обогреловы, Поповы, Проскуряковы, Седельниковы, Упоровы, Устюжанины, Чирковы, Шешуковы, Щаповы. 
По переписи 1897 года жили: Агафоновы-3, Ананченко-5, Андрияновы-12, Афонасьевы-17, Балакины-18, Белозеровы-3, Ботниковы-24, Ботовы-71, Денисовы-24, Ефимовы-7,  Ивановы-4, Козловские-4, Комарины-46, Курочкины-72, Минины-4, Наумовы-5, Невьянцевы-34, Никифоровы-7, Никоновы-5, Поповы-51, Проскуряковы-9, Рогалевы-8, Рычковы-21, Семеновы-5,  Скостыревы-3, Сухановы-9, Устюговы-10, Федотовы-5, Финаевы-8, Чирковы-24, Шадрины-6, Юдины-5. Всего 531 из них православные-479, старовы-52 чел. 
| 1762 | 1782 | 1834 | 1858 | 1897 | 1926 | 1989. | 2002 | 2010 | 2021 |
| 132  | 199  | 463  | 946  | 531  | 433  | 133   | 93   | 92   | 55   |

| 2010 |
| ---- |
| 92   |

### Половой состав
По данным Всероссийской переписи населения 2010 года в половой структуре населения мужчины составляли 48,9 %, женщины — соответственно 51,1 %.

### Национальный состав
Согласно результатам переписи 2002 года, в национальной структуре населения русские составляли 98 % из 93 чел.

## Галерея

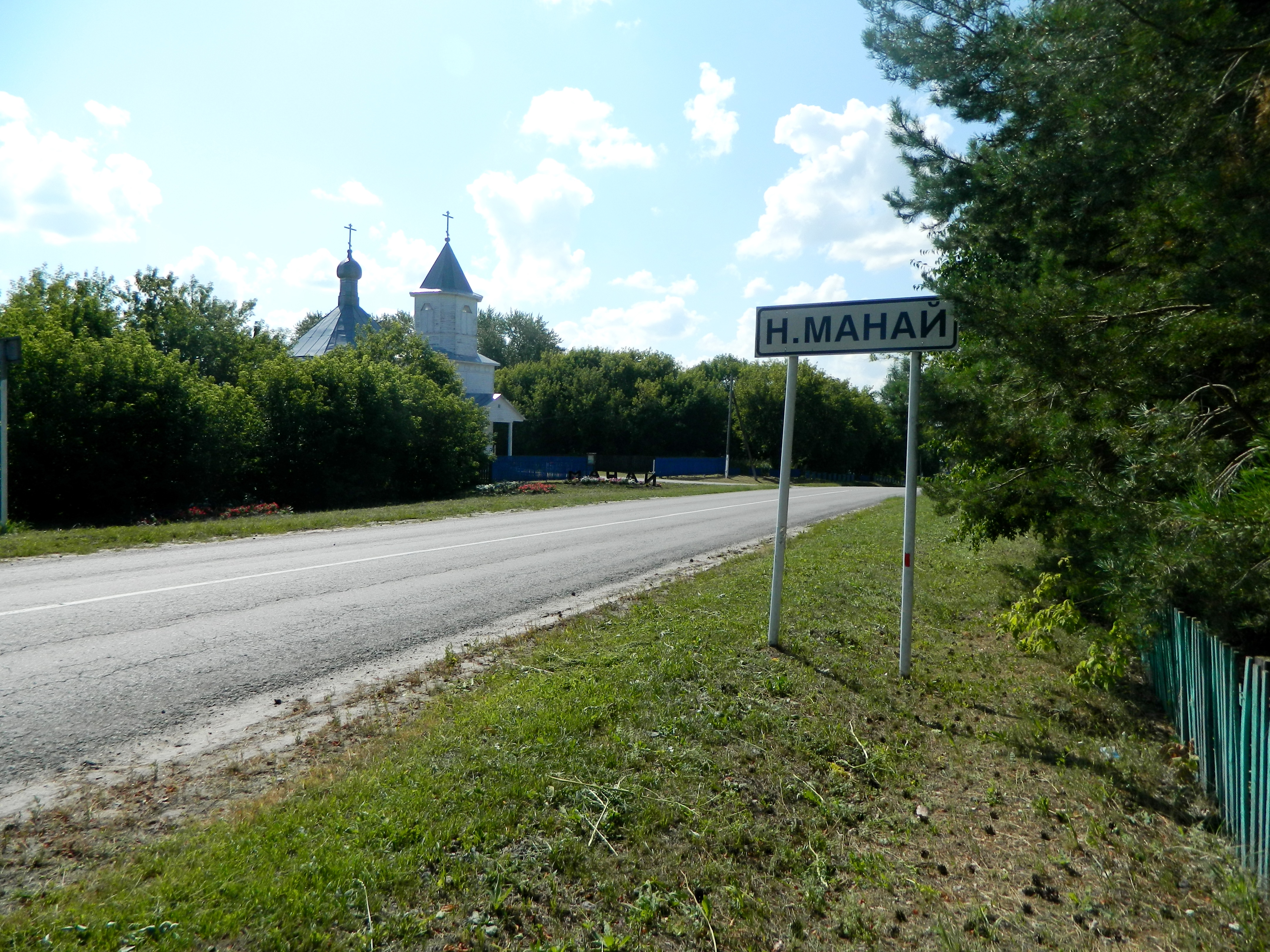
Вьезд в с. Нижнеманай
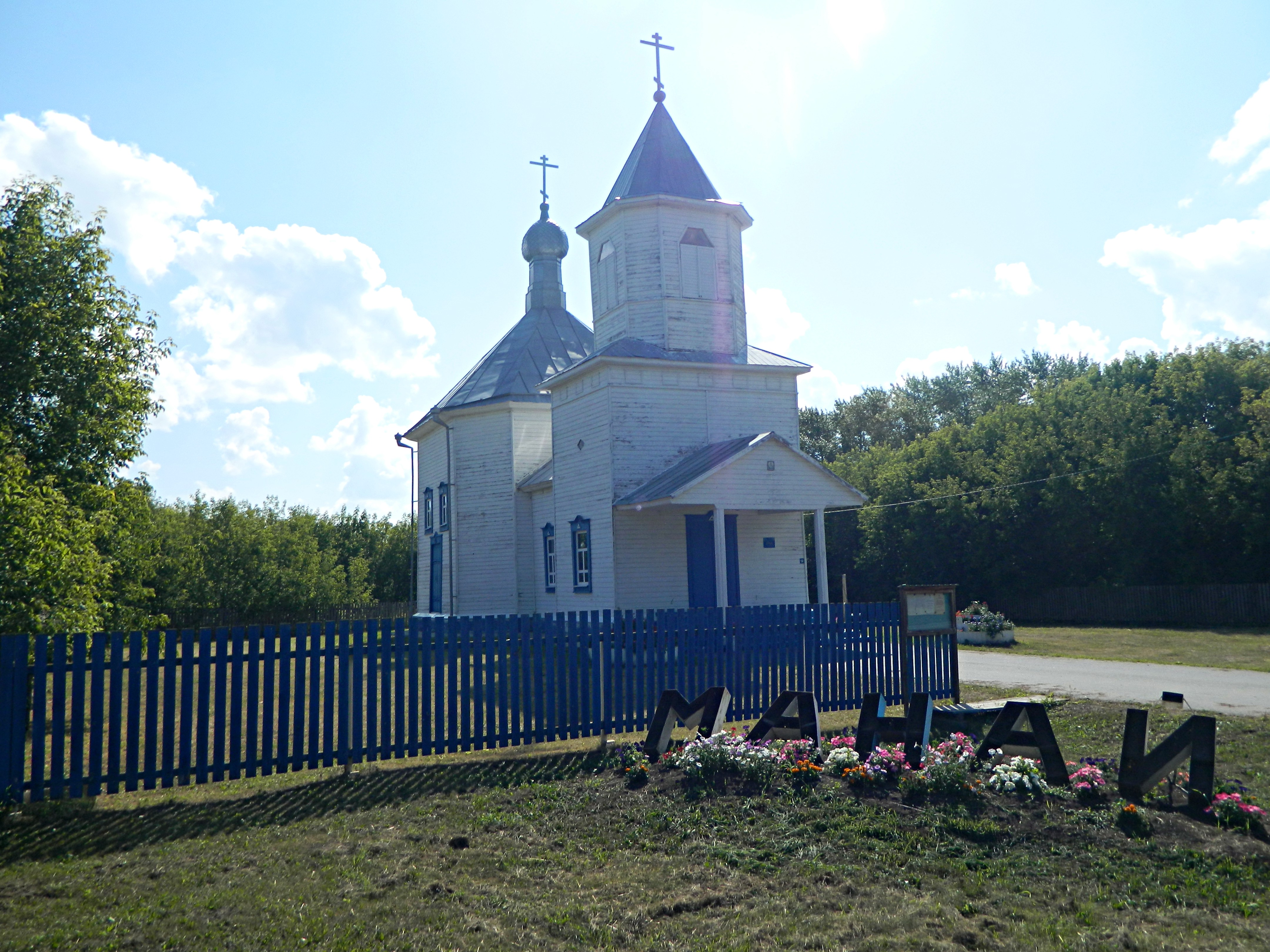
Церковь
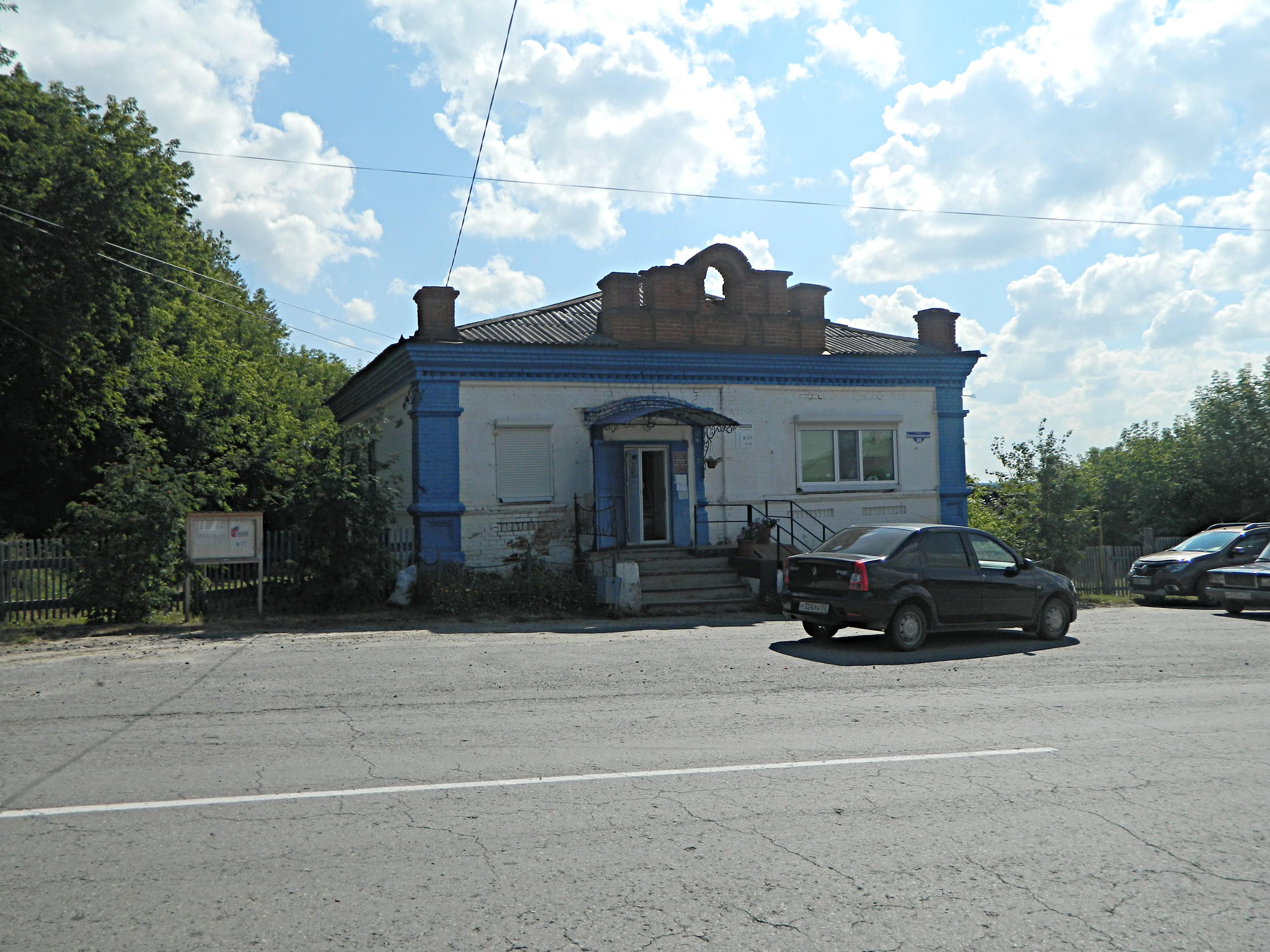
Магазин
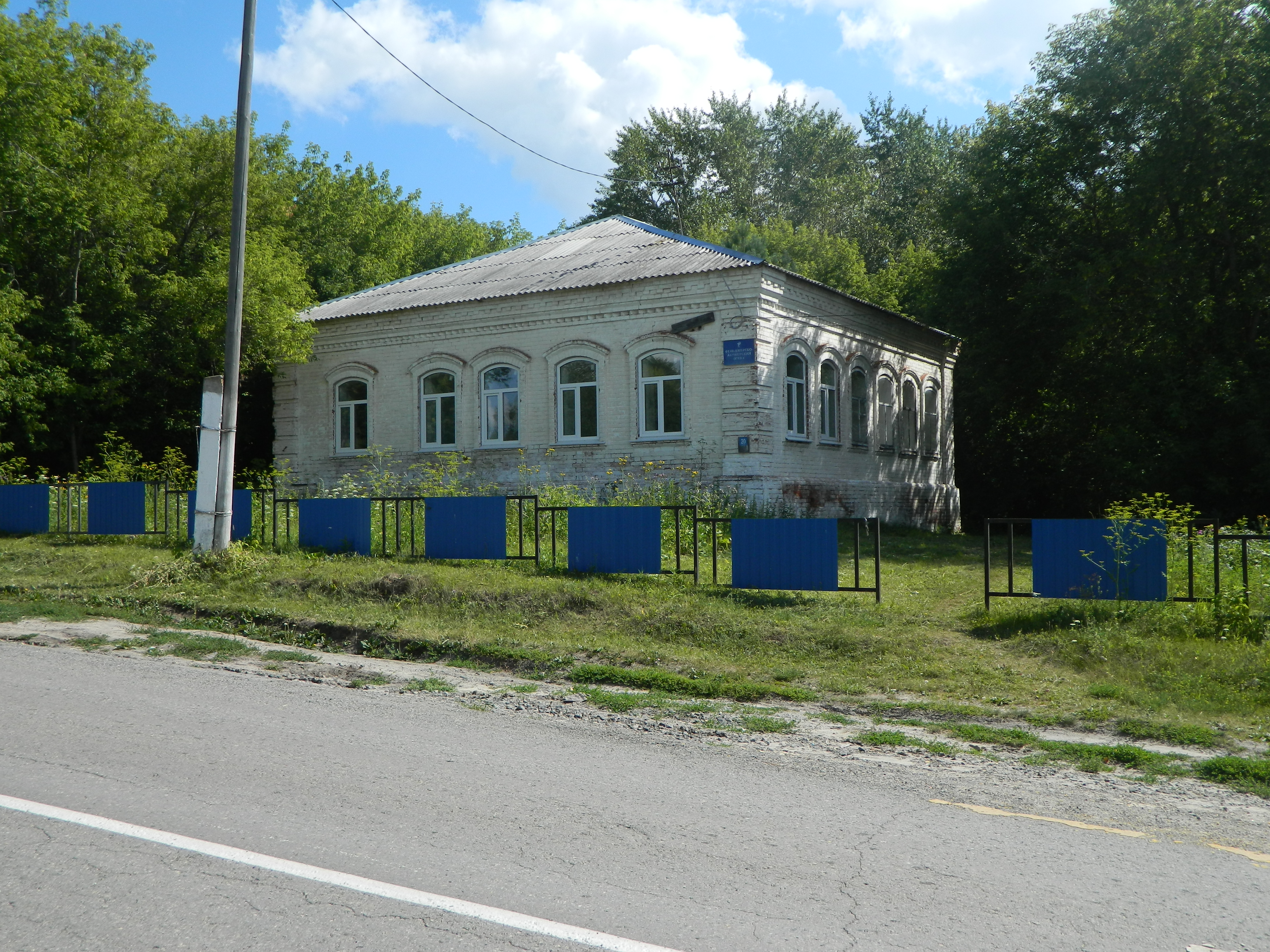
Фельдшерско-акушерский пункт
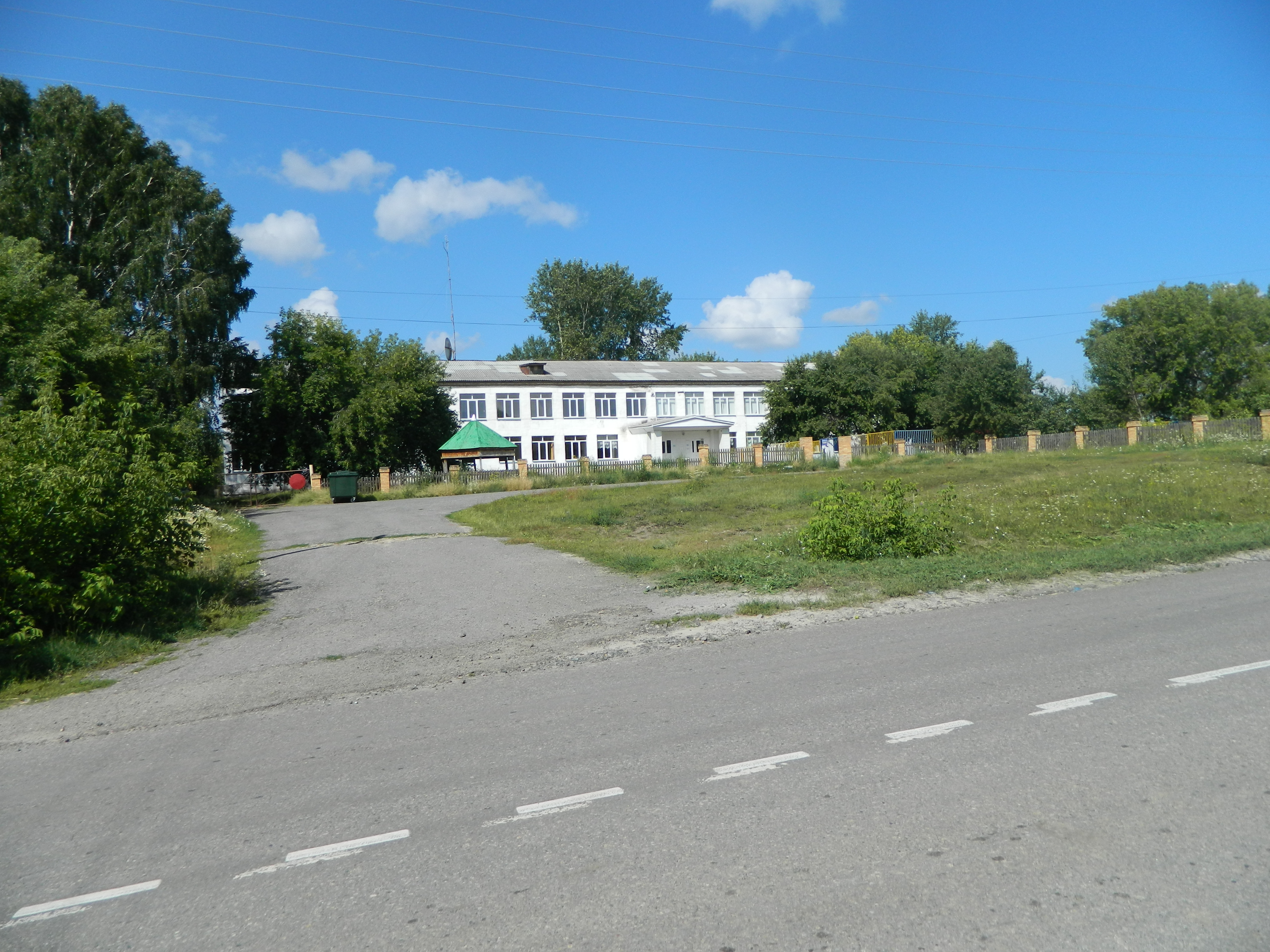
Бывшая школа, сейчас садик
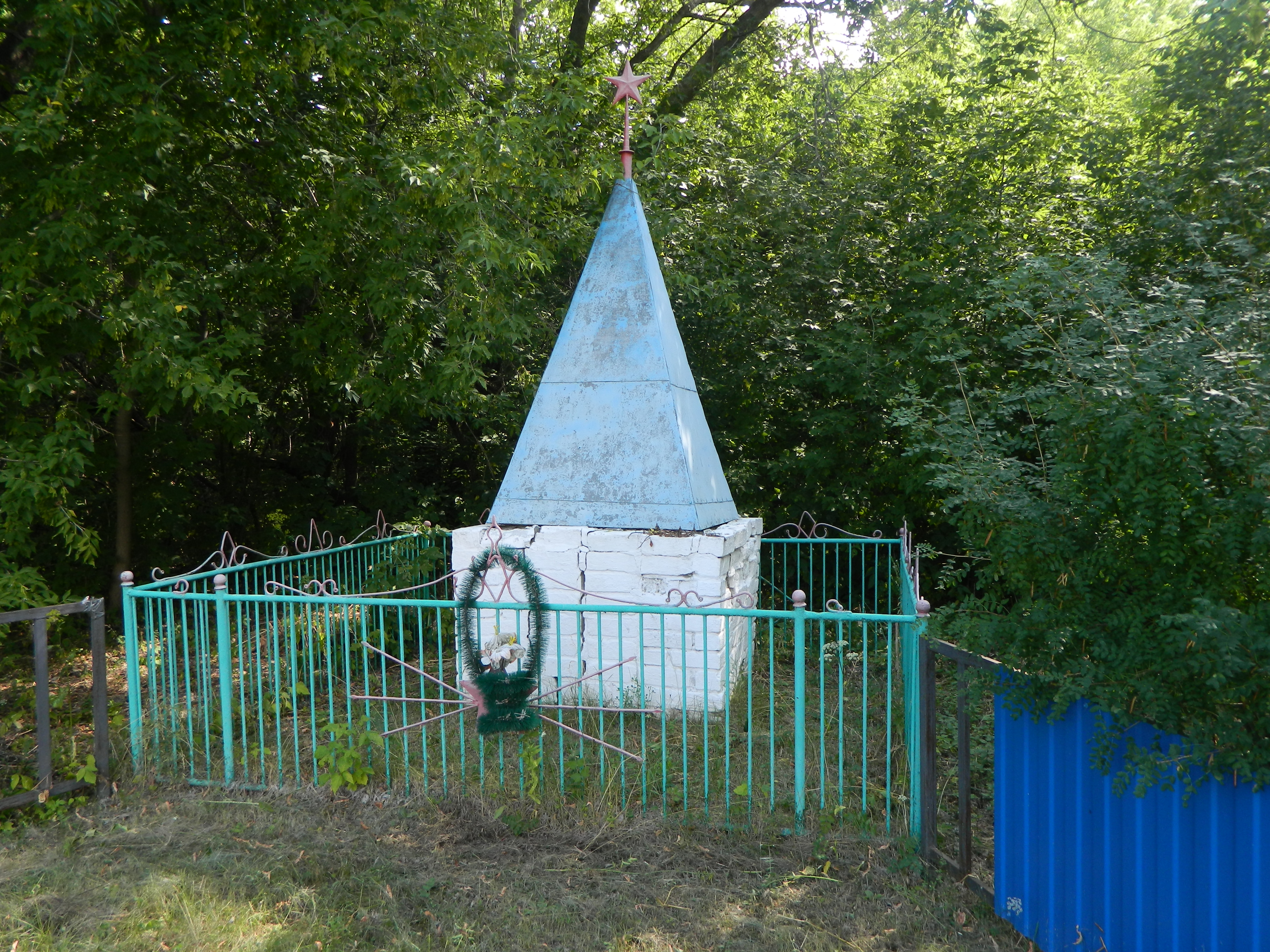
Памятник жертвам Гражданской войны
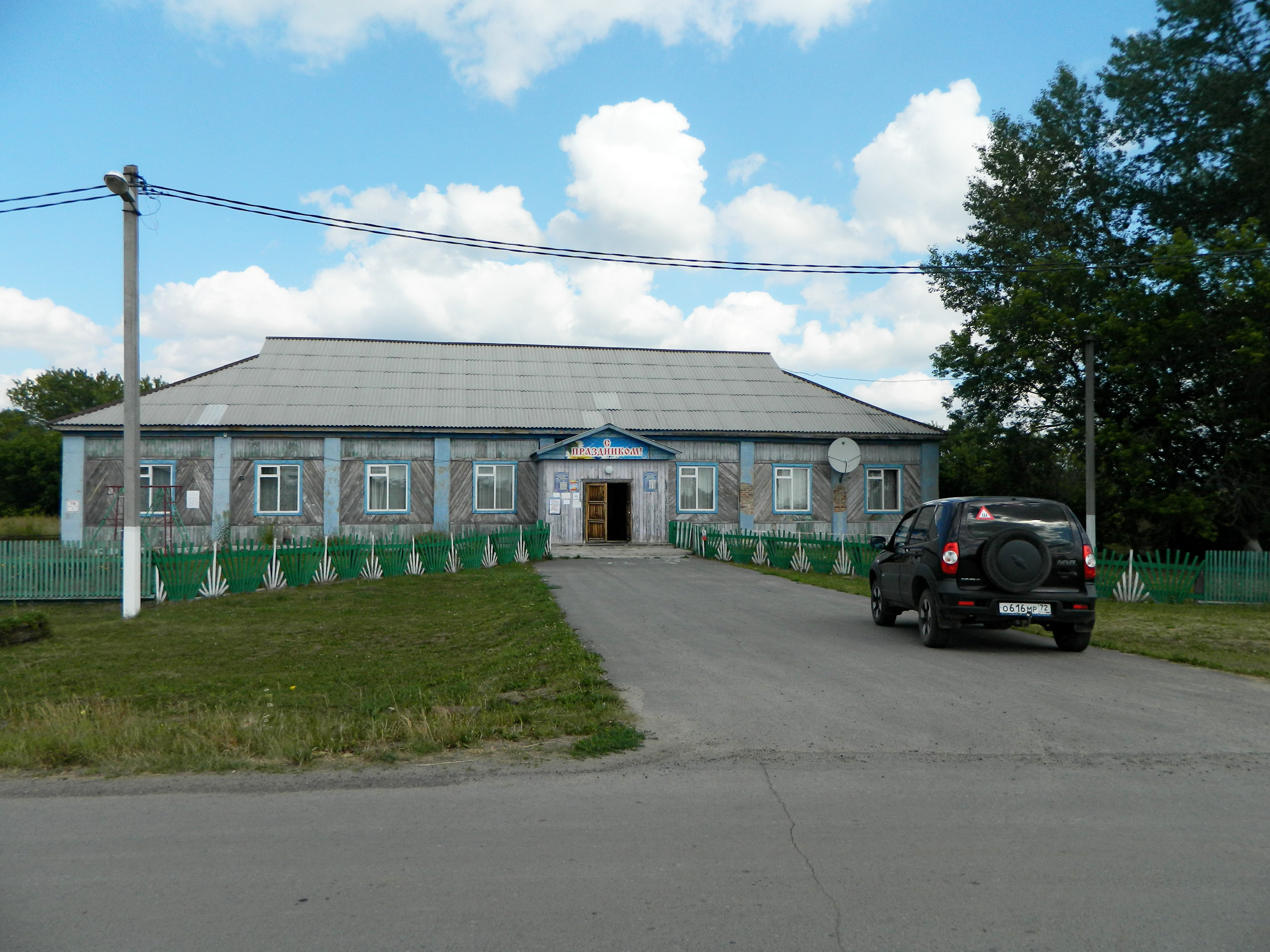
Дом культуры
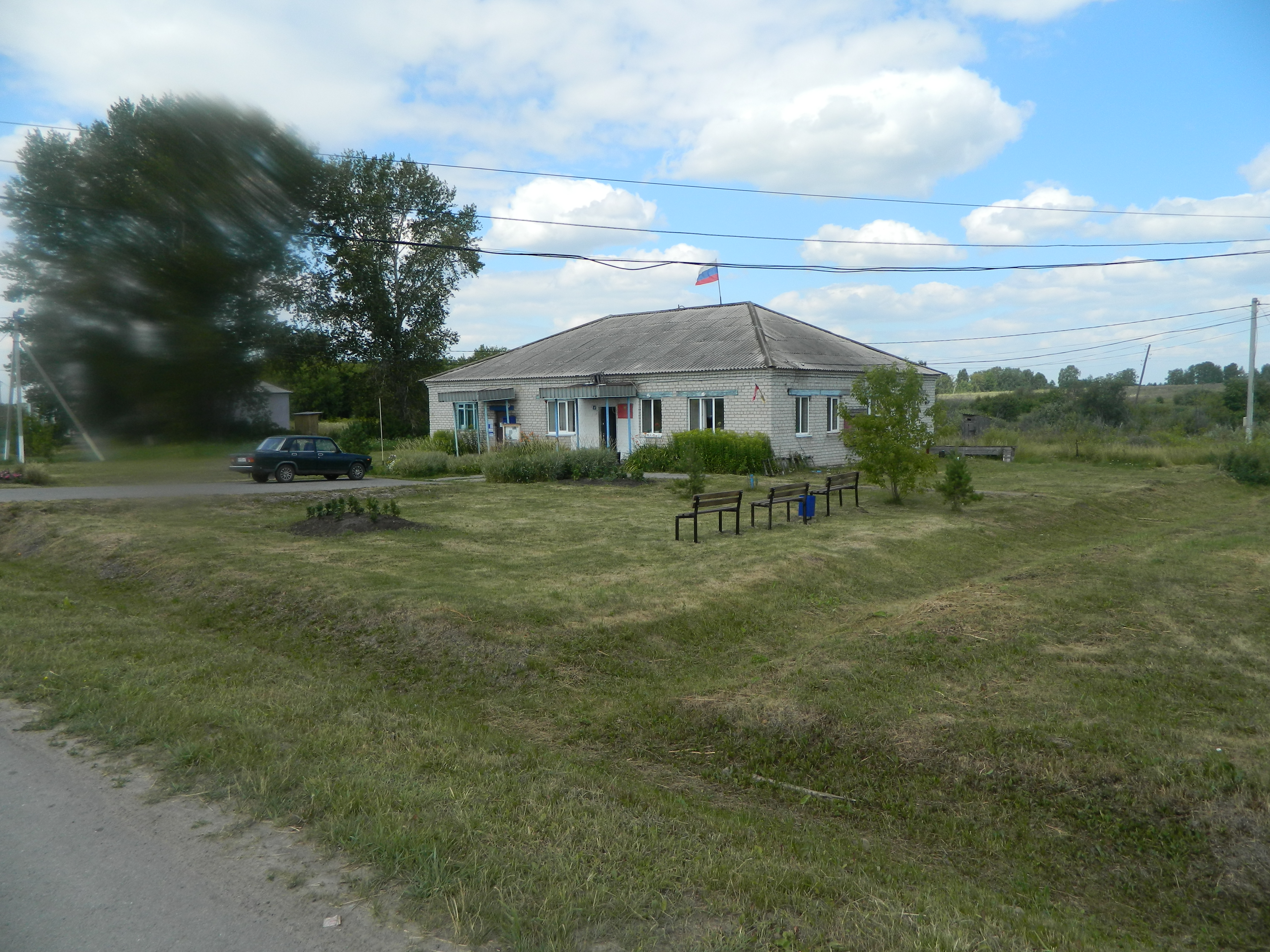
Сельская администрация
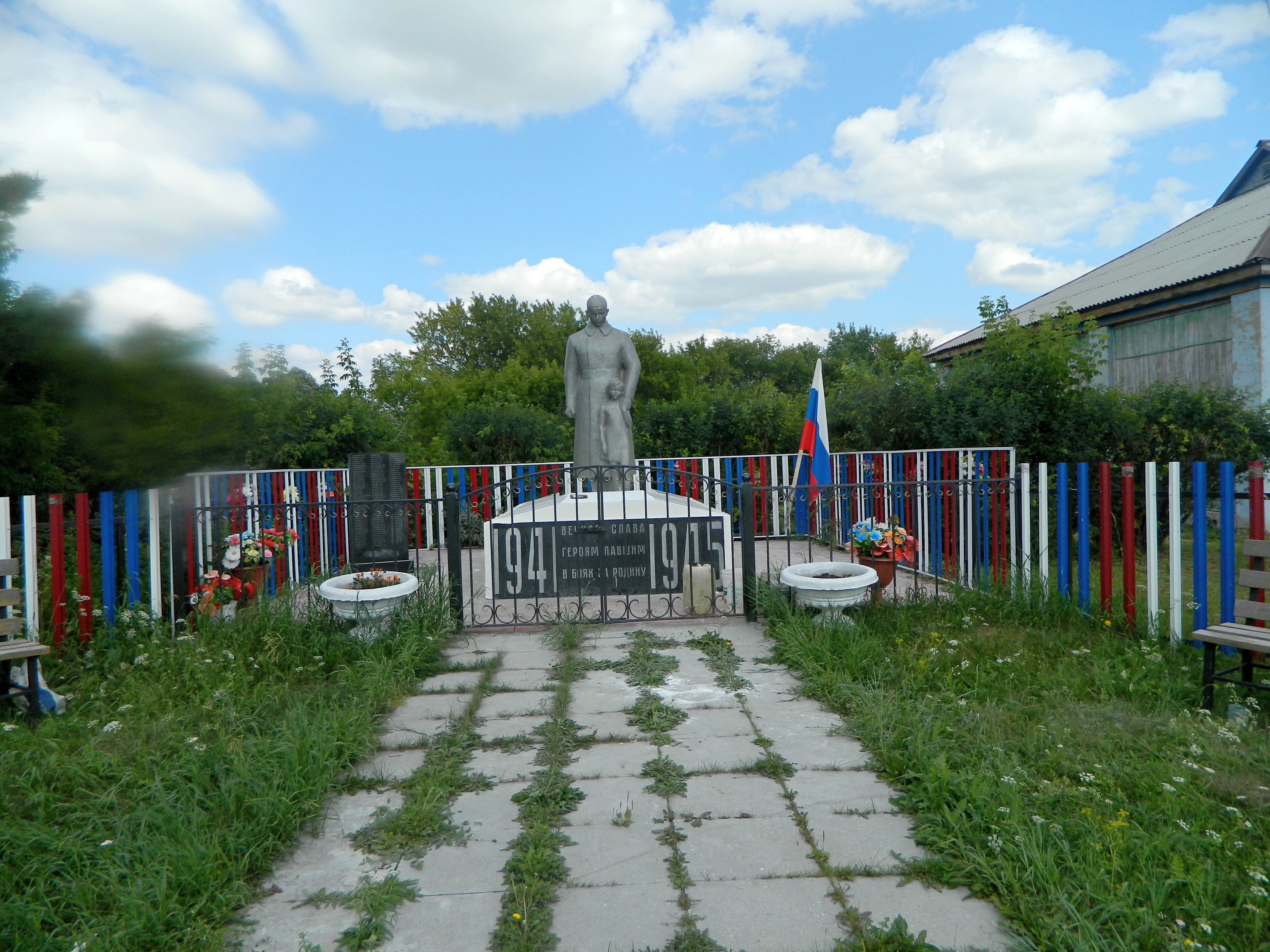
Памятник воинам ВОВ
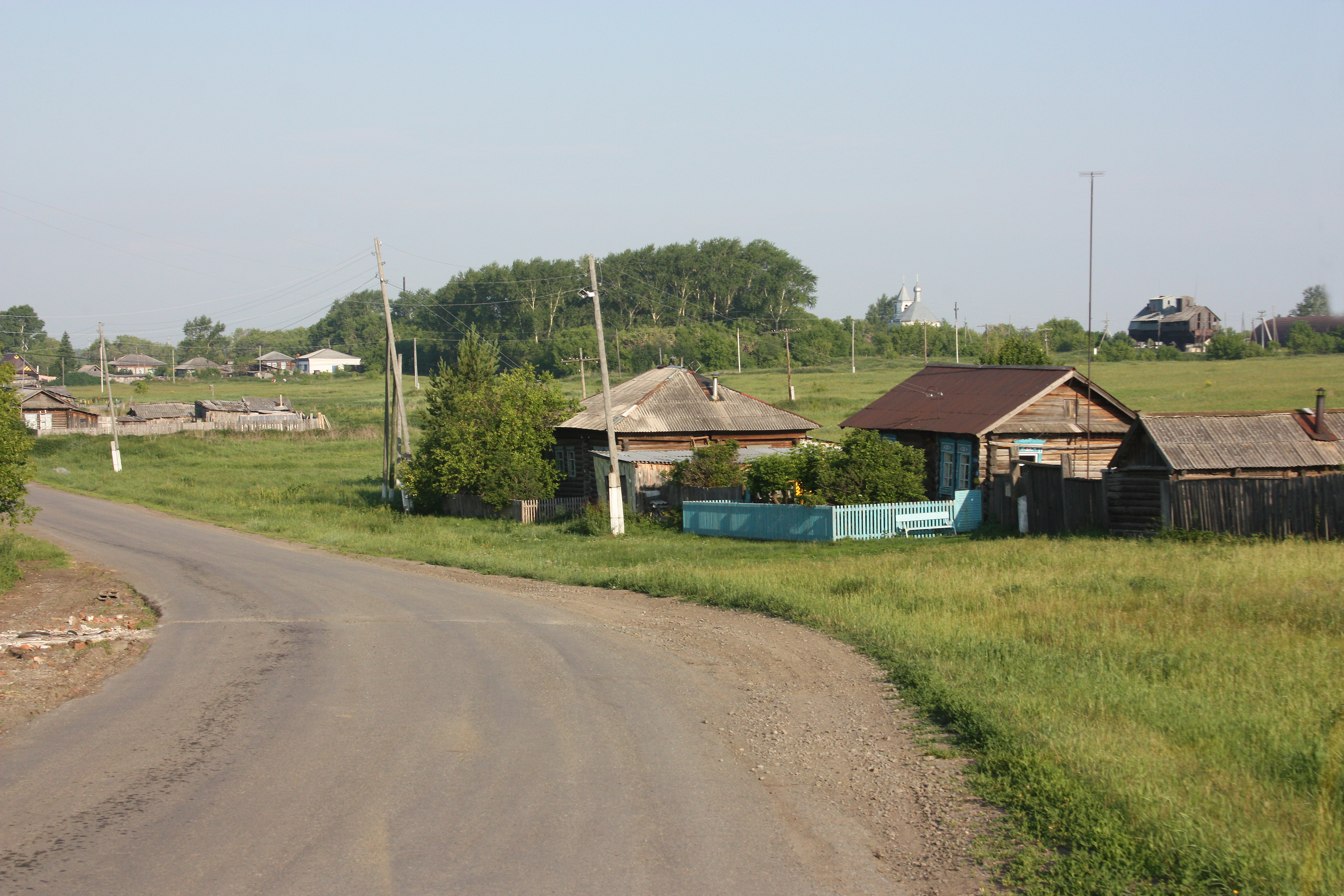
Нижнеманай
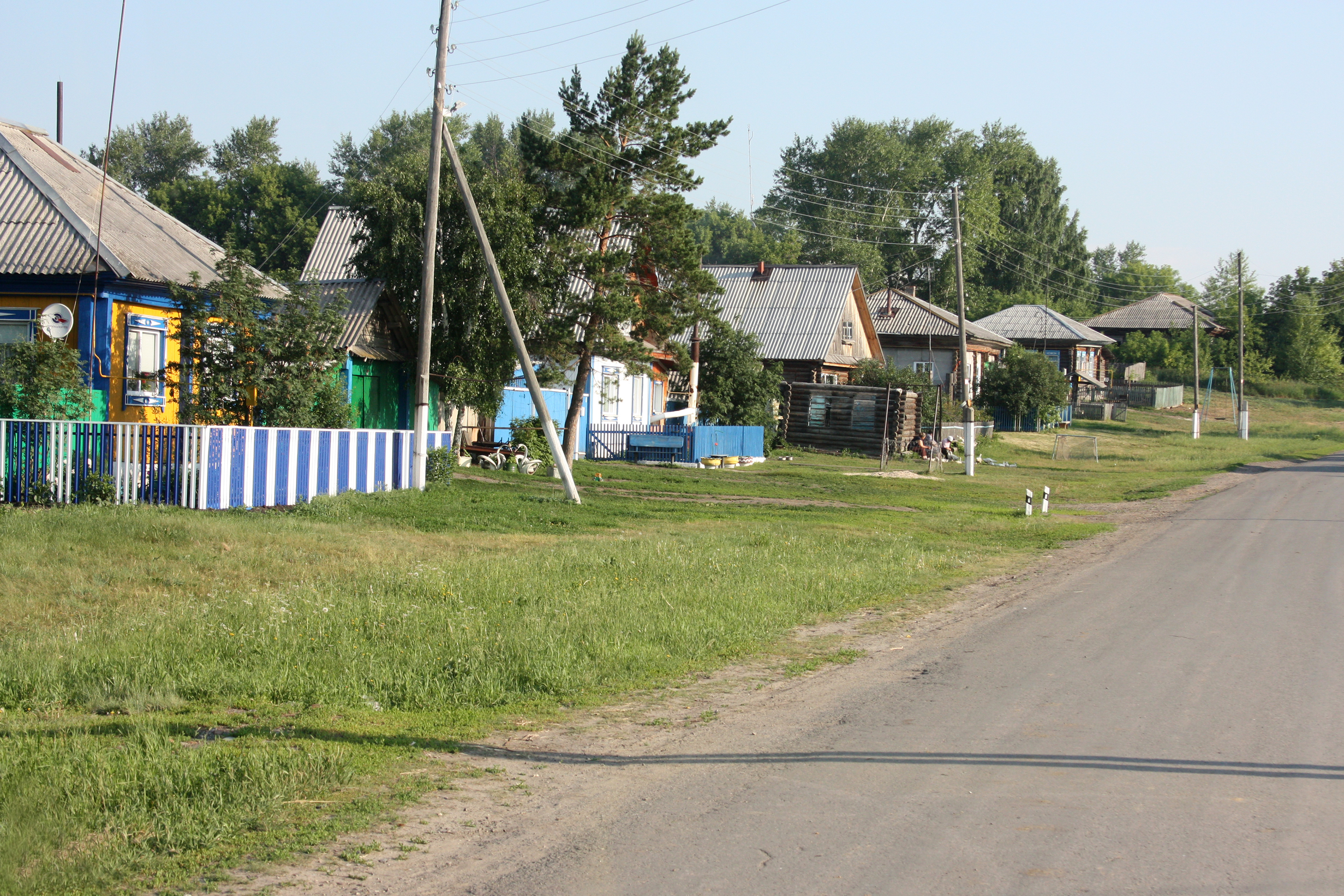
Нижнеманай